# Hermann John (Schauspieler)
Hermann John (* 18. Juni 1875 in Hannover; † 9. April 1910 in Wien) war ein deutscher Theaterschauspieler.

## Leben
Hermann widmete sich der Bühne und begann in Görkau seine Tätigkeit. 1895 und 1896 wirkte er in Flensburg, 1897 in Stettin und trat sodann in den Verband des Prager Deutschen Landestheaters ein, wo er sich noch 1902 befand. Später spielte er in Berlin und am Bürgertheater in Wien.
Anfang März 1902 verlobte er sich mit der Schauspielerin Marie Bardi, und am 13. Mai 1902 heirateten sie.
Sein weiterer Lebensweg ist unbekannt.